# ハナヒリノキ
ハナヒリノキ（嚏の木・木藜蘆、学名: Eubotryoides grayana var. grayana または Leucothoe grayana）はツツジ科イワナンテン属の落葉低木。有毒植物。和名「ハナヒリノキ」（嚏の木）の由来は、葉の粉が鼻にはいると激しいくしゃみを起こさせるので、くしゃみを意味する古語「嚏（はなひり）」の名がある。

## 特徴
落葉広葉樹の低木で、高さ1 - 2メートル (m) になる。よく分枝して、若い枝はやや扁平になる。樹皮は灰褐色や褐色で滑らかだが、老木では縦に裂けて不規則にはがれる。一年枝は有毛で、のちに無毛になる。
葉は紙質で、長さ1 - 2ミリメートル (mm) の葉柄をもって互生し、葉身は楕円形または長楕円形で、長さ3 - 10センチメートル (cm) 、幅1.5 - 5.5 cmになり、先は短く鋭くとがり、基部は円形または浅心形になる。葉の両面にはややかたい毛が生え、葉の縁には長さ0.5 mm内外の毛をもつ微小な鋸歯がある。
花期は6 - 8月。新枝の先に総状花序を伸ばし、淡緑色のつぼ形の花を下向きに多数つける。花序は長さ5 - 15 cmになり、花序軸には短い毛がやや密生し、花序には線形または線状披針形の包葉があり、下部のものは葉状になる。萼は長さ1 mmで、先端は深く5裂し、裂片は3角状卵形となる。花冠は長さ4 mmのつぼ形で、先端は浅く5裂して先は反曲し、花冠の色は淡緑白色になる。変種で赤みを帯びるものもある。雄蕊は10本ある。
果実は径4 - 5 mmの扁球形の蒴果で、赤紫色になり、上向きについて、果序は横や斜め上に伸びる。蒴果は5室に深くくびれ、両端に多くの毛状突起がある細かい種子が詰まる。落葉後も、冬まで枝先に穂状の果実がよく残っている。
冬芽はジグザ九状に曲がった小枝に仮頂芽、側芽が互生し、小さな円錐形で、芽鱗2 - 4枚に包まれている。葉痕は半円形で、維管束痕が1個つく。
- 花冠は下向きで色は淡緑白色。
- 果実は上向きにつく。

## 分布と生育環境
北海道、本州（近畿地方以北）に分布し、山地帯から亜高山帯の林縁に生育する。地域的に比較的多くの変種が認められている。山地の林縁などに生える。

## 利用他
ジテルペンのグラヤノトキシン（grayanotoxin…この植物にちなみ命名された）を全草に含む有毒植物で、誤食すると吐き気、下痢などの中毒症状を起こす。
かつて、葉や茎を乾燥させたものを粉末にして、汲み取り式便所の蛆殺しとして利用した。また、葉を煎じて家畜の皮膚の寄生虫駆除に使われた。

## 変種
- エゾウラジロハナヒリノキ（ヒロハハナヒリノキ）Leucothoe grayana Maxim. var. glabra Komatsu ex Nakai - 葉が大型で、葉の裏面が白色を帯び、無毛か毛を散生する。花序軸は無毛。北海道、本州の山形県、宮城県以北に分布し、山地の日当たりのよい低木林内や岩地に生育する。
- ウラジロハナヒリノキ（コシノハナヒリノキ）Leucothoe grayana Maxim. var. hypoleuca Nakai - 葉の裏面が白色を帯び、花序軸ともに無毛。山形県から鳥取県までの日本海側に分布し、山地の日当たりのよい低木林内や岩地に生育する。
- ヒメハナヒリノキ Leucothoe grayana Maxim. var. parvifolia (H.Hara) Ohwi - 樹高が低く、葉が小さい。日光山地、秩父山地、南アルプス、北アルプスを中心に分布し、新潟県や福島県でもまれに分布をみることがある。岩場に生育する。
- ウスユキハナヒリノキ Leucothoe grayana Maxim. var. pruinosa (H.Hara) Ohwi - ハナヒリノキとウラジロハナヒリノキ（コシノハナヒリノキ）の中間型。
- ハコネハナヒリノキ Leucothoe grayana Maxim. var. venosa Nakai - 葉が小さく、葉の縁に長さ1mmほどの長い毛をもつ。神奈川県の箱根山や丹沢山、静岡県の富士山や愛鷹山に分布する。